# Пояна-Мегура
Пояна-Мегура (рум. Poiana Măgura) — село у повіті Селаж в Румунії. Входить до складу комуни Сермешаг.
Село розташоване на відстані 405 км на північний захід від Бухареста, 21 км на північний захід від Залеу, 81 км на північний захід від Клуж-Напоки.

## Населення
За даними перепису населення 2002 року у селі проживали 15 осіб, усі — угорці. Усі жителі села рідною мовою назвали угорську.